# Афонсудеуру

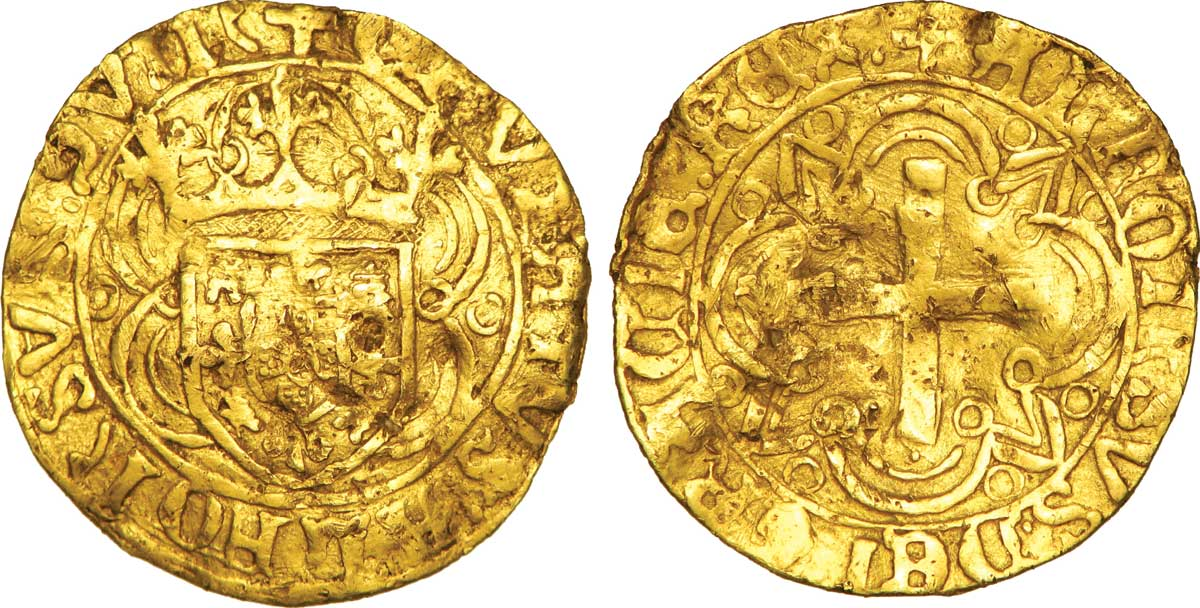
Крузадо Альфонсо V

Афонсудеуру (порт. Afonso de ouro) — назва перших португальських золотих крузадо, що карбувались в 1457—1477 роках під час правління Афонсу V (1438—1477).
Ці монети були вперше випущені у 1457 році на монетних дворах Лісабону і Порту. У той час, завдяки морським експедиціям, що організовувались рідним дядьком короля Афонсу V — принцом Енріке Мореплавцем, у Португалію почало у значній кількості надходити африканське золото з Гвінеї, що дозволило вперше в історії Португалії розпочати карбування золотих монет.
По своїм характеристикам (3,55 г золота 989 проби) афонсудеуру повторювали поширені в середньовічній Європі дукати. Початково одна золота монета відповідала 253 реалам бранко.
Аверс містить герб Португалії, над яким розташовано хрест Авіського ордену (Афонсу V був онуком гросмейстера Жуана I).
Перше слово кругового напису «CRVZATO: ALFONSI;QUINTI;REGIS», що перекладається як «той, що несе хрест» і дало назву новій грошовій одиниці — крузадо.
На реверсі монети у центрі розташовано хрест і круговий напис «+ADIVTORIVM: NOSTRVM: IN: NOMINE».
Дизайн монети мав символічне значення, яке вказувало на підготовку до оголошеного папою Калікстом III хрестового походу по визволенню Константинополя (в підсумку похід так і не відбувся)
Після смерті Афонсу V його наступники продовжували карбувати золоті крузадо, і хоча їх вага та дизайн змінювались, вони залишались головною торговою монетою Португалії впродовж наступного століття.